# Campionati mondiali juniores di sci alpino 2016
I Campionati mondiali juniores di sci alpino 2016 si sono svolti in Russia, a Soči/Roza Chutor, dal 25 febbraio al 5 marzo. Il programma ha incluso gare di discesa libera, supergigante, slalom gigante, slalom speciale e combinata, tutte sia maschili sia femminili, e una gara a squadre mista.
A contendersi i titoli di campioni mondiali juniores sono stati i ragazzi e le ragazze nati tra il 1996 e il 2000.

## Risultati

### Uomini

#### Discesa libera
| Pos. | Atleta          | Nazione     | Tempo   |
| ---- | --------------- | ----------- | ------- |
| 1    | Erik Arvidsson  | Stati Uniti | 1:11,66 |
| 2    | Stefan Babinsky | Austria     | 1:11,86 |
| 3    | Victor Schuller | Francia     | 1:12,01 |
| 4    | Sam Morse       | Stati Uniti | 1:12,13 |
| 5    | Štefan Hadalin  | Slovenia    | 1:12,14 |
| 6    | Tomas Markegård | Norvegia    | 1:12,16 |
| 7    | Florian Szwebel | Stati Uniti | 1:12,36 |
| 8    | Sandro Simonet  | Svizzera    | 1:12,37 |
| 9    | Miha Hrobat     | Slovenia    | 1:12,38 |
| 10   | Drew Duffy      | Stati Uniti | 1:12,46 |

Data: 27 febbraio

Località: Krasnaja Poljana

Ore: 10.15 (UTC+3)

Pista: Roza Chutor

Partenza: 1 792 m s.l.m.

Arrivo: 1 200 m s.l.m.

Lunghezza: 2 100 m

Dislivello: 592 m

Tracciatore: Urban Planinšek (Slovenia)

#### Supergigante
| Pos. | Atleta                 | Nazione  | Tempo   |
| ---- | ---------------------- | -------- | ------- |
| 1    | Matthieu Bailet        | Francia  | 1:09,95 |
| 2    | James Crawford         | Canada   | 1:10,32 |
| 3    | Marco Odermatt         | Svizzera | 1:10,48 |
| 4    | Miha Hrobat            | Slovenia | 1:10,53 |
| 5    | Ivan Kuznecov          | Russia   | 1:10,67 |
| 6    | Stefan Babinsky        | Austria  | 1:10,72 |
| 7    | Niels Hintermann       | Svizzera | 1:10,73 |
| 8    | Maximilian Lahnsteiner | Austria  | 1:10,81 |
| 9    | Štefan Hadalin         | Slovenia | 1:10,82 |
| 10   | Victor Schuller        | Francia  | 1:10,86 |

Data: 29 febbraio

Località: Krasnaja Poljana

Ore: 

Pista: Roza Chutor

Partenza: 1 770 m s.l.m.

Arrivo: 1 200 m s.l.m.

Lunghezza: 1 900 m

Dislivello: 570 m

Tracciatore: Franz Heinzer (Svizzera)

#### Slalom gigante
| Pos. | Atleta                 | Nazione  | Tempo   |
| ---- | ---------------------- | -------- | ------- |
| 1    | Marco Odermatt         | Svizzera | 2:14,32 |
| 2    | Élie Gateau            | Francia  | 2:14,69 |
| 3    | Maximilian Lahnsteiner | Austria  | 2:15,47 |
| 4    | Marcus Monsen          | Norvegia | 2:16,40 |
| 5    | James Crawford         | Canada   | 2:16,73 |
| 6    | Štefan Hadalin         | Slovenia | 2:16,88 |
| 7    | Fabio Gstrein          | Austria  | 2:17,37 |
| 8    | Brodie Seger           | Canada   | 2:17,43 |
| 9    | Victor Guillot         | Francia  | 2:17,54 |
| 10   | Aljaž Dvornik          | Slovenia | 2:17,86 |

Data: 3 marzo

Località: Krasnaja Poljana

1ª manche:

Ore: 

Pista: Roza Chutor

Partenza: 1 585 m s.l.m.

Arrivo: 1 200 m s.l.m.

Dislivello: 385 m

Tracciatore: Osi Inglin (Svizzera)

2ª manche:

Ore: 

Pista: Roza Chutor

Partenza: 1 585 m s.l.m.

Arrivo: 1 200 m s.l.m.

Dislivello: 385 m

Tracciatore: John Kucera (Canada)

#### Slalom speciale
| Pos. | Atleta            | Nazione  | Tempo   |
| ---- | ----------------- | -------- | ------- |
| 1    | Istok Rodeš       | Croazia  | 1:36,84 |
| 2    | Frederik Norys    | Germania | 1:37,49 |
| 3    | Elias Kolega      | Croazia  | 1:37,69 |
| 4    | Tommaso Sala      | Italia   | 1:38,73 |
| 5    | James Crawford    | Canada   | 1:38,83 |
| 6    | Noel von Grünigen | Svizzera | 1:39,12 |
| 7    | Georg Hegele      | Germania | 1:39,23 |
| 8    | Simon Maurberger  | Italia   | 1:39,42 |
| 9    | Armand Marchant   | Belgio   | 1:39,72 |
| 10   | Marcus Monsen     | Norvegia | 1:39,99 |

Data: 5 marzo

Località: Krasnaja Poljana

1ª manche:

Ore: 

Pista: Roza Chutor

Partenza: 1 765 m s.l.m.

Arrivo: 1 588 m s.l.m.

Dislivello: 177 m

Tracciatore: Miha Verdnik (Slovenia)

2ª manche:

Ore: 

Pista: Roza Chutor

Partenza: 1 765 m s.l.m.

Arrivo: 1 588 m s.l.m.

Dislivello: 177 m

Tracciatore: Stefan Johnsen (Norvegia)

#### Combinata
| Pos. | Atleta              | Nazione  | Tempo   |
| ---- | ------------------- | -------- | ------- |
| 1    | Štefan Hadalin      | Slovenia | 1:56,16 |
| 2    | Marcus Monsen       | Norvegia | 1:57,10 |
| 3    | Istok Rodeš         | Croazia  | 1:57,49 |
| 4    | Mathias Graf        | Austria  | 1:57,63 |
| 5    | James Crawford      | Canada   | 1:58,07 |
| 6    | Miha Hrobat         | Slovenia | 1:58,10 |
| 7    | Federico Liberatore | Italia   | 1:58,64 |
| 8    | Armand Marchant     | Belgio   | 1:58,76 |
| 9    | Fëdor Myagkov       | Russia   | 1:58,83 |
| 10   | Matthieu Bailet     | Francia  | 1:58,93 |

Data: 1º marzo

Località: Krasnaja Poljana

1ª manche:

Ore: 

Pista: Roza Chutor

Partenza: 1 770 m s.l.m.

Arrivo: 1 200 m s.l.m.

Lunghezza: 1 900 m

Dislivello: 570 m

Tracciatore: Benjamin Prantner (Austria)

2ª manche:

Ore: 

Pista: Roza Chutor

Partenza: 

Arrivo: 

Dislivello: 

Tracciatore: Justin Johnson (Stati Uniti)

### Donne

#### Discesa libera
| Pos. | Atleta              | Nazione     | Tempo   |
| ---- | ------------------- | ----------- | ------- |
| 1    | Valérie Grenier     | Canada      | 1:13,95 |
| 2    | Beatrice Scalvedi   | Svizzera    | 1:14,02 |
| 3    | Nicol Delago        | Italia      | 1:14,26 |
| 4    | Breezy Johnson      | Stati Uniti | 1:14,38 |
| 5    | Elisabeth Reisinger | Austria     | 1:14,69 |
| 6    | Anouk Bessy         | Francia     | 1:14,70 |
| 7    | Nina Ortlieb        | Austria     | 1:14,69 |
| 8    | Kristin Lysdahl     | Norvegia    | 1:14,82 |
| 9    | Estelle Alphand     | Francia     | 1:14,86 |
| 9    | Kira Weidle         | Germania    | 1:14,86 |

Data: 27 febbraio

Località: Krasnaja Poljana

Ore: 9.00 (UTC+3)

Pista: Roza Chutor

Partenza: 1 792 m s.l.m.

Arrivo: 1 200 m s.l.m.

Lunghezza: 2 100 m

Dislivello: 592 m

Tracciatore: Urban Planinšek (Slovenia)

#### Supergigante
| Pos. | Atleta              | Nazione  | Tempo   |
| ---- | ------------------- | -------- | ------- |
| 1    | Nina Ortlieb        | Austria  | 1:10,48 |
| 2    | Valérie Grenier     | Canada   | 1:10,55 |
| 3    | Verena Gasslitter   | Italia   | 1:10,81 |
| 4    | Aline Danioth       | Svizzera | 1:10,84 |
| 5    | Elisabeth Reisinger | Austria  | 1:11,48 |
| 6    | Estelle Alphand     | Francia  | 1:11,52 |
| 7    | Beatrice Scalvedi   | Svizzera | 1:11,54 |
| 8    | Asja Zenere         | Italia   | 1:11,56 |
| 9    | Jasmina Suter       | Svizzera | 1:11,69 |
| 10   | Laura Gauché        | Francia  | 1:11,74 |

Data: 29 febbraio

Località: Krasnaja Poljana

Ore: 

Pista: Roza Chutor

Partenza: 1 770 m s.l.m.

Arrivo: 1 200 m s.l.m.

Lunghezza: 1 900 m

Dislivello: 570 m

Tracciatore: Daniel Dorigo (Italia)

#### Slalom gigante
| Pos. | Atleta           | Nazione   | Tempo   |
| ---- | ---------------- | --------- | ------- |
| 1    | Jasmina Suter    | Svizzera  | 2:12,39 |
| 2    | Riikka Honkanen  | Finlandia | 2:12,62 |
| 3    | Mélanie Meillard | Svizzera  | 2:12,66 |
| 4    | Aline Danioth    | Svizzera  | 2:13,11 |
| 5    | Nina Ortlieb     | Austria   | 2:13,35 |
| 6    | Katharina Truppe | Austria   | 2:13,55 |
| 7    | Valérie Grenier  | Canada    | 2:13,72 |
| 8    | Lovisa Grant     | Svezia    | 2:13,96 |
| 9    | Laura Pirovano   | Italia    | 2:14,29 |
| 10   | Vanessa Kasper   | Svizzera  | 2:14,37 |

Data: 2 marzo

Località: Krasnaja Poljana

1ª manche:

Ore: 

Pista: Roza Chutor

Partenza: 1 592 m s.l.m.

Arrivo: 1 200 m s.l.m.

Dislivello: 392 m

Tracciatore: Kristina Hultdin (Svezia)

2ª manche:

Ore: 

Pista: Roza Chutor

Partenza: 1 592 m s.l.m.

Arrivo: 1 200 m s.l.m.

Dislivello: 392 m

Tracciatore: Laurent Chrétien (Francia)

#### Slalom speciale
| Pos. | Atleta                | Nazione  | Tempo   |
| ---- | --------------------- | -------- | ------- |
| 1    | Elisabeth Willibald   | Germania | 1:37,41 |
| 2    | Katharina Gallhuber   | Austria  | 1:37,70 |
| 3    | Katharina Huber       | Austria  | 1:38,56 |
| 4    | Aline Danioth         | Svizzera | 1:40,35 |
| 5    | Lucrezia Lorenzi      | Italia   | 1:41,00 |
| 6    | Kristin Lysdahl       | Norvegia | 1:41,36 |
| 7    | Katharina Liensberger | Germania | 1:41,49 |
| 8    | Ekaterina Tkačenko    | Russia   | 1:41,54 |
| 9    | Giulia Lorini         | Italia   | 1:41,70 |
| 10   | Ali Nullmeyer         | Canada   | 1:42,21 |

Data: 5 marzo

Località: Krasnaja Poljana

1ª manche:

Ore: 

Pista: Roza Chutor

Partenza: 1 765 m s.l.m.

Arrivo: 1 588 m s.l.m.

Dislivello: 177 m

Tracciatore: Valerio Ghirardi (Canada)

2ª manche:

Ore: 

Pista: Roza Chutor

Partenza: 1 765 m s.l.m.

Arrivo: 1 588 m s.l.m.

Dislivello: 177 m

Tracciatore: Matias Grasic (Russia)

#### Combinata
| Pos. | Atleta                     | Nazione     | Tempo   |
| ---- | -------------------------- | ----------- | ------- |
| 1    | Aline Danioth              | Svizzera    | 1:59,32 |
| 2    | Katrin Hirtl-Stanggaßinger | Germania    | 2:00,23 |
| 3    | Saša Brezovnik             | Slovenia    | 2:00,65 |
| 4    | Jole Galli                 | Italia      | 2:01,37 |
| 5    | Kira Weidle                | Germania    | 2:01,46 |
| 6    | Galena Wardle              | Stati Uniti | 2:01,66 |
| 7    | Patricia Mangan            | Stati Uniti | 2:01,67 |
| 8    | Andrea Komšić              | Croazia     | 2:01,80 |
| 9    | Dar'ja Ovčinikova          | Russia      | 2:01,94 |
| 10   | Laura Gauché               | Francia     | 2:02,32 |

Data: 1º marzo

Località: Krasnaja Poljana

1ª manche:

Ore: 

Pista: Roza Chutor

Partenza: 1 770 m s.l.m.

Arrivo: 1 200 m s.l.m.

Lunghezza: 1 900 m

Dislivello: 570 m

Tracciatore: Benjamin Prantner (Austria)

2ª manche:

Ore: 

Pista: Roza Chutor

Partenza: 

Arrivo: 

Dislivello: 

Tracciatore: Simon Sengele (Germania)

### Misto

#### Gara a squadre
| Pos. | Nazione  | Atleti                                                             |
| ---- | -------- | ------------------------------------------------------------------ |
| 1    | Slovenia | Saša Brezovnik Meta Hrovat Aljaž Dvornik Štefan Hadalin            |
| 2    | Svezia   | Lovisa Grant Lisa Hörnblad Ludwig Cassman Hannes Grym              |
| 3    | Norvegia | Kristin Lysdahl Thea Louise Stjernesund Timon Haugan Marcus Monsen |

Data: 4 marzo

Località: Krasnaja Poljana

Ore: 

Pista: Roza Chutor

Partenza: 

Arrivo: 

Dislivello: 

Tracciatore: 

## Medagliere per nazioni
| Pos.   | Nazione     | Oro | Argento | Bronzo | Totale |
| ------ | ----------- | --- | ------- | ------ | ------ |
| 1      | Svizzera    | 3   | 1       | 2      | 6      |
| 2      | Slovenia    | 2   | 0       | 1      | 3      |
| 3      | Austria     | 1   | 2       | 2      | 5      |
| 4      | Canada      | 1   | 2       | 0      | 3      |
| 4      | Germania    | 1   | 2       | 0      | 3      |
| 6      | Francia     | 1   | 1       | 1      | 3      |
| 7      | Croazia     | 1   | 0       | 2      | 3      |
| 8      | Stati Uniti | 1   | 0       | 0      | 1      |
| 9      | Norvegia    | 0   | 1       | 1      | 2      |
| 10     | Finlandia   | 0   | 1       | 0      | 1      |
| 10     | Svezia      | 0   | 1       | 0      | 1      |
| 12     | Italia      | 0   | 0       | 2      | 2      |
| Totale | Totale      | 11  | 11      | 11     | 33     |